# Spicara smaris
Spicara smaris is een straalvinnige vissensoort uit de familie van de picarellen (Centracanthidae). De wetenschappelijke naam van de soort is gepubliceerd in 1758 door Linnaeus als Sparus smaris in de tiende editie van Systema naturae.